# S 2 (torpedbåt)
S 2 (tidigare Prozorlivyj och Gagara i rysk tjänst) var en finländsk torpedbåt av rysk Sokol-klass som övertogs av den finländska marinen efter Finska inbördeskriget 1918. Den förliste i en kraftig storm den 4 oktober 1925 och samtliga 53 besättningsmän omkom.

## Bakgrund
De 25 ryska torpedbåtarna av Sokol-klassen (Сокол, ryska för falk) byggdes åren 1900–1908 för östersjöflottans räkning. Det fjärde fartyget i denna klass, Gagara (Гагара, ryska för lom), byggdes vid Nevavarvet i Sankt Petersburg och bar varvsnumret 102. Den 9 mars, 1902 döptes fartyget om till Prozorlivyj (Прозорливый, ryska för skarpsinnig eller vaken). Från år 1911 användes hon som trålare men togs åter till heders som minsvepare när det första världskriget utbröt.

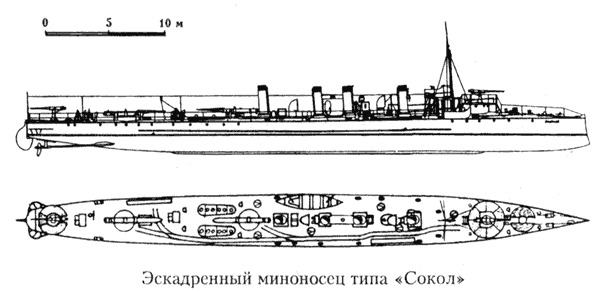
Torpedbåt av Sokol-klass

1918 utbröt det finska inbördeskriget. När striderna började gå dåligt för de röda och tyskarna landsteg i Hangö låg delar av den ryska flottan i Helsingfors hamn. Efter förhandlingar mellan ryssarna och tyskarna ingicks det så kallade "Hangöavtalet", som tillät flottan att avlägsna sig varpå den avseglade till Kronstadt. De större enheterna ur den ryska flottan kunde dra sig tillbaka från Helsingfors men de tvingades lämna kvar de lättare enheterna på grund av det svåra isläget. Dessa togs då över av finländska och tyska trupper. Den 13 april 1918 erövrades Prozorlivyj av de vita trupperna och överfördes till den finländska flottan, tillsammans med fartygets fem systerskepp: Rjanyj (senare S 1), Poslusjnyj (S 3), Rezvyj (S 4), Podvizjnyj (S 5) och No 212 (S 6).
Prozorlivyj skulle komma att tjänstgöra i den finländska flottan i över sju år. Under sina första år understödde hon bland annat brittiska operationer mot bolsjevikerna. I enlighet med Fredsfördraget i Dorpat 1920, gavs tre av Sokol-båtarna tillbaka till Sovjetunionen år 1922. Det var tänkt att även Prozorlivyj skulle ges tillbaka, men den föråldrade båten såldes till Finland där den kom att ingå i dess flotta. Prozorlivyj döptes om till S 2 år 1922 och hon fortsatte fungera väl i flottan till den 4 oktober 1925, när fartyget sjönk utanför Björneborg i en svår storm. Vid förlisningen omkom samtliga 53 besättningsmän. Förlisningen av S 2 är den värsta olyckan i fredstid i den finländska marinen och den hade en chockartad effekt i landet. Katastrofen kom dock delvis att leda till att nya fartyg anskaffades för flottan.

## TorpedbåtenS 2:s sista resa
Kustflottans fartyg, kanonbåtarna Klas Horn och Hämeenmaa samt torpedbåtarna S 1 och S 2 var på sin traditionsenliga besöks- och skolseglats till Bottenviken. Båtarna var tänkta att besöka kuststäderna ända upp till Torneå. Eskadern påbörjade etappen Nystad-Vasa den 3 oktober 1925. Fartygen höll en fart av 12 knop, och framfördes i linjeformation med ett avstånd om cirka en kabellängd mellan varje skepp. Torpedbåt S 2 var positionerad längst bak. Resan började enligt planerna, men den ökande nordvästliga vinden utvecklade sig slutligen till en våldsam storm och förorsakade svårigheter för fartygen. Besättningarna var tvungna att kontinuerligt utöka det inbördes avståndet mellan fartygen och sänka färdhastigheten.
Stormen upplöste slutligen eskadern i höjd med Björneborg. Avdelningens ledningsskepp, Klas Horn svängde mot vinden, mot den svenska kusten, och Hämeenmaa följde efter. Torpedbåtarna försökte ännu följa kanonbåtarna, men lämnades långt efter på grund av den höga sjögången. Mitt under natten steg vindhastigheten till orkanstyrka 48–55 m/s (16 på Beauforts skala).
Det stormiga havet förorsakade stora svårigheter speciellt för torpedbåtarna, vars propellrar lyftes för nära havsytan, vilket verkade menligt för motorernas effektivitet. Dessutom var S 2:s propelleraxellager slitna, vilket orsakade mycket vibrationer i fartyget och utgjorde en fara för vattentätheten där axeln gick genom skrovet. De båda torpedbåtarna började ta in vatten i den hårda sjögången. Fartygens skrov var nog tillräckligt tåliga, men däcksbyggnadernas täthet lämnade mycket att önska. Dessutom började fartygens kolförråd att bli hotande litet eftersom besättningen var tvungen att skyffla in mera kol i pannorna i den svåra sjögången än vad som var normalt. Avdelningens befälsfartyg, Klas Horn, sände ut ett nödmeddelande å torpedbåtarnas räkning. Räddningsfartyget Protector som befann sig i Vasa fick nödmeddelandet via Flottans högkvarter i Helsingfors och meddelandet snappades även upp av det svenska räddningsfartyget Helios. Båda lovade komma till torpedbåtarnas undsättning.
Fartygen i avdelningen fick snart lov att söka sig till mest tillgängliga skyddshamn. Kanonbåten Klas Horn kom till den svenska kusten, kanonbåten Hämeenmaa kom till Vasa och torpedbåten S 1 tog sig nätt och jämnt till Mäntyluoto utanför Björneborg, med bara några få skovlar kol kvar som bränsle. Även S 2 försökte ta sig dit, men den skulle aldrig komma fram. Torpedbåtens maskiner och pumpar kunde inte fungera med full effektivitet och läckaget förvärrades. Räddningsfartygens resa till torpedbåten såg ut att ta alldeles för lång tid, men å andra sidan var fastlandet redan inom synhåll. S 2 var i telegrafkontakt med Vasas radiostation nästan ända till dess förlisning. Det sista meddelandet från fartyget ankom klockan 13.23, bara två minuter innan fartyget sjönk. Svaret från S 2:s telegrafist på radiostationens anrop var: "Jag kan inte arbeta nu".

## Förlisningen

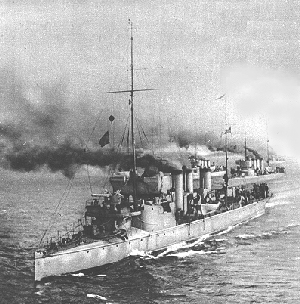
Torpedbåten S 2 med sina systerfartyg.

Lotsstationen vid Räfsö observerade örlogsfartygets kamp i vattnet mellan Ådörsgrundet och Säbbskärs fyr. De höga vågorna fick båten att kränga våldsamt tills en större brottsjö först fick fartyget på rät köl för att sedan slå fartyget upp och ned. Fartyget kom att vara synligt ännu en kort stund från lotsstationen (då hade det troligen redan slagit runt) men försvann slutligen från stationens synfält klockan 13.25. Senare fick lotsstationen veta att fartyget som försvunnit ur deras syn hade varit torpedbåten S 2. Vid förlisningen dog hela dess 53 man starka besättning.
Torpedbåtens förlisning förorsakade en intensiv debatt om de bakomliggande orsakerna. Vid S 2:s förlisningsplats vid Ådörsgrundet stiger sjöbottnen kraftigt, vilket förorsakar ett mycket skarpt och grovt grundbrott, speciellt vid västliga och nordvästliga stormar. Detta ansågs senare vid utredningen vara den största orsaken till torpedbåtens förlisning. Därtill var sjöegenskaperna för torpedbåtarna som övertagits av Ryssland inte heller utforskade på alla sätt och vis. Det fanns bland annat inga stabilisationstabeller eller barlastberäkningar för torpedbåtarna.
Det fanns även brister i de aktioner som avdelningen hade gjort. Besättningen hade inte skaffat sig uppdaterad väderdata inför resan, trots att sådan fanns att tillgå. Utredningen kritiserade speciellt i efterhand kommendören Yrjö Roos ledarskap på bryggan av kanonbåten Klas Horn. Roos, som hade rykte om sig att vara mycket envis, försökte troligen få alla sina fartyg till Vasa eftersom de väntades dit nästa dag. Order om att lämna formationen och söka skyddshamn gavs ganska sent och då var ordern så otydlig att de olika fartygens befäl tolkade den på olika sätt. I allmänhetens ögon kom kommendör Roos att bli syndabocken för S 2:s förlisning. 
Ett år senare skulle kommendör Roos, den sista av de tsartida befälhavarna i flottan, resa med en av flottans A-båtar till Örö. Vid framkomsten hittades han död i båtens kajuta. Utredningen visade att han dött av kolmonoxidförgiftning från ett trasigt avgasrör, men händelsen kom oundvikligen att frambringa olika konspirationsteorier.

## Bärgningen av vraket
Det förlista fartyget återfanns i juni 1926 och försvarsministeriet började omedelbart planera en bärgning av vraket. S 2 låg bara på 15 meters djup och lyftoperationen troddes inte bli för krävande. Bärgningsstyrkan försökte först lyfta fartyget, som låg med bottnen upp, genom att pumpa in luft i skrovet. Det fick fartygets för att lyfta till ytan, men dess akter var fastsugen i bottengyttjan och denna lossnade inte ens fastän man prövade att rikta högtrycksvattenstrålar mot sjöbottnen.
Försvarsministeriets medel för uppdraget tog snart slut och bärgningen överläts till ett privat bärgningsbolag. De pumpade på nytt luft in i fartygets skrov för att lätta vraket och drog lyftvajrar under skrovet. Efter tio dagars arbete, den 5 augusti 1926, kom så äntligen fartyget upp till ytan, där det upp-och-nedvända skrovets flytförmåga säkrades med hjälp av pontoner.
Fartyget bogserades till Räfsöhamnens redd i Björneborg där det vändes på rät köl, tömdes på vatten och därefter gjordes en inledande granskning. I vraket hittades kropparna efter 23 besättningsmän och dessa fördes i land. S 2 transporterades sedan till Helsingfors där en grundligare undersökning utfördes och därefter skrotades fartyget.

## Minnet efter olyckan
Förlisningen av S 2 skapade stora rubriker på sin tid och upprörde den finländska marinens personal, finländska sjömän, såväl som den stora allmänheten. Olyckan och den publicitet som orsakades av denna ledde till grundandet av Finlands Flottförening år 1926, nuvarande Sjöfartsförbundet, som under sina första verksamhetsår drev frågan om anskaffning av nya örlogsfartyg till Finland. Föreningens verksamhet hade stor inverkan på den Flottlag som antogs år 1927 samt på anskaffandet av pansarskeppen Väinämöinen och Ilmarinen, marinens ubåtsflotta och anskaffningen av nya torpedbåtar på 1930-talet.
De 23 kropparna som återfanns i vraket begravdes vid Räfsö begravningsplats i en gemensam grav den 15 augusti 1926. Ett minnesmärke över de omkomna restes vid Räfsö kyrka på årsdagen av händelsen år 1930. Minnesmärket hade gjorts av skulptören Wäinö Aaltonen. Den finländska marinen minns händelsens offer genom att årligen kranssätta minnesmärket på årsdagen av händelsen.

## Systerfartyg i den finländska flottan
| Namn | Tjänstgöring i den finländska marinen |
| --- | ------------------------------------- |
| torpedbåten S 1 | 1918–1930                             |
| torpedbåten S 2 | 1918–1925 (†)                         |
| torpedbåten S 3 | 1918–1922 (*)                         |
| torpedbåten S 4 | 1918–1922 (*)                         |
| torpedbåten S 5 | 1918–1944                             |
| torpedbåten S 6 | 1918–1922 (*)                         |
| † förliste den 4 oktober 1925 * gavs tillbaka till Sovjetunionen 1922 i enlighet med Fredsfördraget i Dorpat (dagens Tartu) år 1920. |                                       |

## Övrigt
Den 27 november 1917 gick den ryska torpedbåten Bditelnyj (Бдительный, ryska för vaksam) av Inzjener-mechanik Zverev-klass (Инженер-механик Зверев) på en tysk mina på nästan samma plats. Torpedbåten ingick i en konvoj om fyra fartyg och minan som den gick på var en av flera som hade lagts av den tyska ubåten UC-78 tidigare under sommaren. Omkring 50 man dog i sänkningen, däribland två finländska lotsar. År 1919 hittades den sänkta båten och bestyckningen samt viss utrustning bärgades från båten. Själva båten konstaterades vara i obrukbart skick eftersom hela dess botten var bortsprängd. 1922 bärgades flera ton värdemetall från fartyget (mässing och koppar) och det visade sig då att båtdelarna hade förflyttat sig långt från sitt ursprungliga läge. Fartyget glömdes sedan bort tills det upptäcktes igen år 1990. (Extern bildlänk)